# Two Rode Together
Two Rode Together (en España, Dos cabalgan juntos; en Hispanoamérica, Misión de dos valientes) es un wéstern de 1961 dirigido por John Ford y con actuación de James Stewart, Richard Widmark, Shirley Jones y Linda Cristal. Está basado en la novela Comanche Captives, de Will Cook.

## Argumento
En los años 1880, el comisario Guthrie McCabe (James Stewart) se contenta con ser el socio de la atractiva propietaria de saloon Aragón Belle (Annelle Hayes), recibiendo el diez por ciento de las ganancias. Cuando los familiares de varios cautivos de los comanches reclaman al comandante Fraser (John McIntire) que los libere, este utiliza la influencia del ejército y la promesa de una buena recompensa para conseguir que McCabe asuma la tarea de rescatar a quien pueda encontrar y asigna al teniente Jim Gary (Richard Widmark) para acompañarle.
Marty Purcell (Shirley Jones) está obsesionada por el recuerdo de su hermano pequeño Steve, secuestrado siendo un niño, y conserva una caja de música que le pertenecía. McCabe le advierte que Steve no la recordaría porque era demasiado joven cuando fue secuestrado. McCabe también consigue la promesa de una gran recompensa por el padrastro rico de otro niño.
McCabe negocia con el jefe Quanah Parker (Henry Brandon) y encuentra cuatro cautivos blancos. Dos se niegan a volver con él, una mujer joven que está casada con un comanche y una anciana que prefiere pasar por muerta. También encuentra a un joven llamado Running Wolf, que McCabe espera sea el hijo perdido de la familia rica. La cuarta es una mujer mexicana, Elena de la Madriaga (Linda Cristal). Sin embargo, ella es la esposa de Stone Calf (Woody Strode), un rival de Parker. Al salir del campamento, Stone Calf intenta recuperar a su esposa y es asesinado por McCabe, con gran satisfacción por parte de Quanah Parker.
Running Wolf deja muy claro su odio hacia los blancos, comportándose violenta y salvajemente, por lo que el hombre rico se niega a aceptarlo y es atado. Sin embargo, una mujer está convencida de que es su hijo perdido y lo adopta. Más tarde, cuando trata de liberarlo, él la mata. Los colonos deciden linchar al asesino, a pesar del intento del teniente Gary para detenerlos. Mientras se lo llevan, reconoce como suya la caja de música de Marty. Marty no puede salvarlo y se ve obligada a aceptar que nada se puede hacer para traer de vuelta al hermano que ella recordaba. Ella acepta la propuesta de matrimonio de Gary.
Mientras tanto, Elena se encuentra condenada al ostracismo por la sociedad blanca como una mujer que se ha degradado conviviendo con un salvaje en vez de suicidarse, y decide probar suerte en California. McCabe, a quien se había dado por muerto, se encuentra con que Belle había encontrado rápidamente otro socio. Sin embargo, enamorado de Elena, decide ir a California con ella.

## Reparto
- James Stewart: el comisario Guthrie McCabe.
- Richard Widmark: el teniente Jim Gary.
- Shirley Jones: Marty Purcell.
- Linda Cristal: Elena de Madariaga.
- Andy Devine: el sargento Darius P. Posey.
- John McIntire: el comandante Frazer.
- Paul Birch: el juez Edward Purcell.
- Willis Bouchey: Harry J. Wringle.
- Henry Brandon: el jefe Quanah Parker.
- Harry Carey Jr.: Ortho Clegg.
- Olive Carey: Abby Frazer.
- Ken Curtis: Greeley Clegg.
- Chet Douglas: el alguacil Ward Corby.
- Annelle Hayes: Belle Aragon.
- David Kent: Running Wolf.
- Anna Lee: la señora Malaprop.
- Jeanette Nolan: Mary McCandless.
- John Qualen: Ole Knudsen.
- Ford Rainey: el reverendo Henry Clegg.
- Woody Strode: Stone Calf.
- O. Z. Whitehead: el teniente Chase.